# Pascale Baeriswyl
Pour les articles homonymes, voir Baeriswyl.
Pascale Baeriswyl, née le 4 avril 1968 à Berne (originaire de Bâle et Fribourg), est une juriste et haute fonctionnaire suisse, secrétaire d'État au Département fédéral des affaires étrangères de 2016 à 2019 et cheffe de la mission suisse auprès de l'ONU à New-York depuis juin 2020.

## Biographie
Originaire du canton de Fribourg, Pascale Baeriswyl est née le 4 avril 1968 à Berne. Son père est fribourgeois d'origine, mais a grandi à Bevaix, dans le canton de Neuchâtel.

### Jeunesse et formation
Elle grandit dans le quartier de St. Johann à Bâle (dans les environs du stade de football du FC Bâle). Elle étudie le droit (avec une spécialisation en droit européen) aux universités de Bâle, de Genève et de Paris-Sorbonne, études qu'elle termine en 1994 par l'obtention d'un master. Elle est également titulaire d'un master en lettres (en histoire, littérature française et en linguistique),, obtenu en 1998,.

### Carrière professionnelle
Elle travaille à partir de 1994 pour le Fonds national suisse de la recherche scientifique, à titre de chercheuse et conseillère juridique sur le sujet de la violence domestique. En 1998, elle est nommée juge au Tribunal civil du canton de Bâle-Ville, fonction qu'elle exerce pendant trois ans,,,. Elle dirige par ailleurs de 1999 à 2000 le service cantonal d'intervention contre la violence domestique du canton de Bâle-Ville.

#### Débuts de la carrière diplomatique
En l'an 2000, alors qu'elle a 32 ans, Baeriswyl intègre le Département fédéral des affaires étrangères,, à l'époque où Joseph Deiss est chef de département. Selon le Tages-Anzeiger, la NZZ et les magazines Republik et Schweizer Illustrierte, elle serait la première femme ayant des enfants à intégrer le corps diplomatique suisse ,,,. Cette information est toutefois remise en question par la Weltwoche, qui affirme que Christine Schraner Burgener, ambassadrice à Berlin en 2017 et envoyée spéciale des Nations unies pour le Myanmar en 2020, aurait déjà commencé sa carrière avec des enfants dix ans plus tôt que Pascale Baeriswyl.
Avant de revenir à la Centrale à Berne, elle est affectée à l'ambassade suisse à Hanoi, où elle est de nouveau active dans le domaine de la violence domestique. En 2005, elle prend la tête de la section Politique des droits de l'homme au sein de l'ancienne Division politique IV (sécurité humaine), aujourd'hui Division Sécurité humaine (DSH). La même année, elle est affectée à la mission suisse auprès des institutions européennes à Bruxelles, où elle porte le titre de première secrétaire,. Elle reste dans la capitale européenne jusqu'en 2008,.
En 2008, elle est envoyée à la mission suisse auprès des Nations unies à New York. L'année suivante, elle représente la Suisse lors de négociations sur la réforme du Conseil de sécurité des Nations unies,. Elle coordonne à ce moment le groupe dit Small Five (par opposition aux Big Five), composé de la Suisse, du Liechtenstein, de Singapour, de la Jordanie et du Costa Rica, visant à affaiblir le droit de veto des membres permanents. Dans une scène qu'elle narre au magazine Republik et qu'elle estime être un exemple magistral des rapports de force (« Lehrstück in Machtpolitik »), elle affirme avoir été convoquée dans le bureau de Susan E. Rice, alors représentante permanente des États-Unis aux Nations unies, où le groupe qu'elle coordonnait fut vertement critiqué ; à la suite de quoi, la Suisse ne poursuivit pas son projet de réforme. Lors de son transfert aux États-Unis, elle écrit une colonne régulière dans la Basler Zeitung sur sa vie à New York.
En 2013, après avoir été cheffe de la Task Force Asset Recovery, elle est nommée ambassadrice et vice-directrice de la Direction du droit international public (DDIP), où elle s'occupe tant des questions d'avoirs illicites de potentats que du droit des traités, en particulier avec l'Union européenne. Dans ces fonctions, elle négocie également la restitution des avoirs du général Sani Abacha (environ 321 millions dollars) ; l'accord est finalisé en 2016.

#### Première femme secrétaire d'État

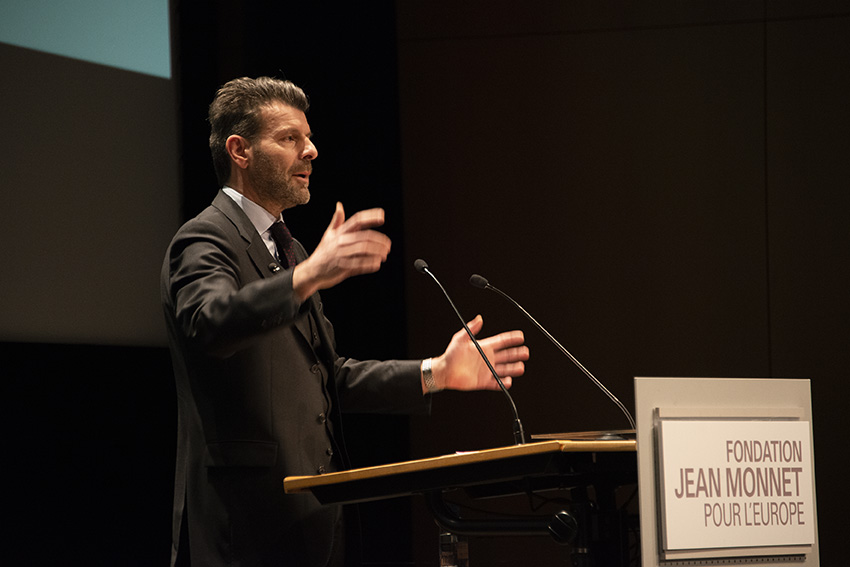
Roberto Balzaretti, collègue de travail souvent en concurrence avec Pascale Baeriswyl.

Fin septembre 2016, elle est nommée secrétaire d'État par le Conseil fédéral sur proposition Didier Burkhalter, chef du Département fédéral des affaires étrangères (DFAE), devenant la plus haute diplomate suisse et première femme à occuper ce poste. Elle succède à Yves Rossier, nommé ambassadeur à Moscou. Les noms de Roberto Balzaretti (alors directeur de la DDIP et chef hiérarchique de Pascale Baeriswyl) et de Livia Leu Agosti étaient aussi évoqués pour la succession,. La Tribune de Genève estime alors que Roberto Balzaretti est le favori pour le poste de secrétaire d'État. Le Tages-Anzeiger considère sa nomination comme surprenante, car la Bâloise n'a jamais été à la tête d'une grande mission suisse à l'étranger, ce qui est également relevé par la Weltwoche. Le journal Le Temps souligne son parcours généraliste et non spécialiste de la question européenne. Sa nomination est relativement bien accueillie à droite et au centre, à l'exception de l'UDC et du libéral-radical Walter Müller.

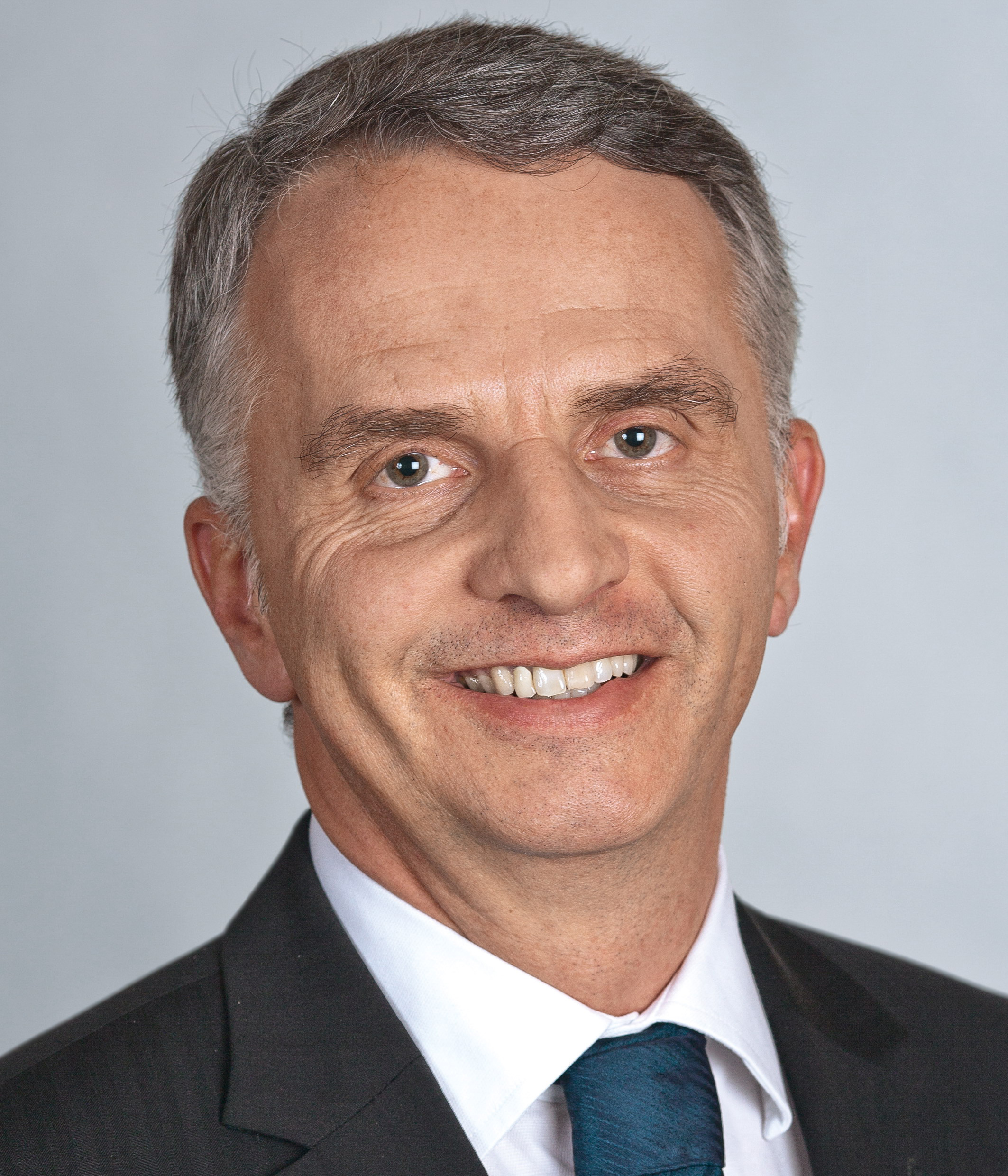
Didier Burkhalter, conseiller fédéral responsable du DFAE au moment de la nomination de Pascale Baeriswyl à la tête du Secrétariat d'État.

Elle entre en fonction le 1er décembre 2016, devenant dans les faits le numéro deux du DFAE.
Le 1er avril 2017, elle reprend le mandat de négociation avec l'Union européenne, tenu par Jacques de Watteville (jusqu'ici secrétaire d'État au DFF), qui part à la retraite. Cette reprise est vue par la NZZ comme une normalisation, le plus haut diplomate suisse devant logiquement s'occuper de l'épineux et crucial dossier européen. Elle est alors chargée, entre autres, des négociations pour un accord-cadre avec l'Union européenne.

#### Tensions entre Ignazio Cassis et Baeriswyl

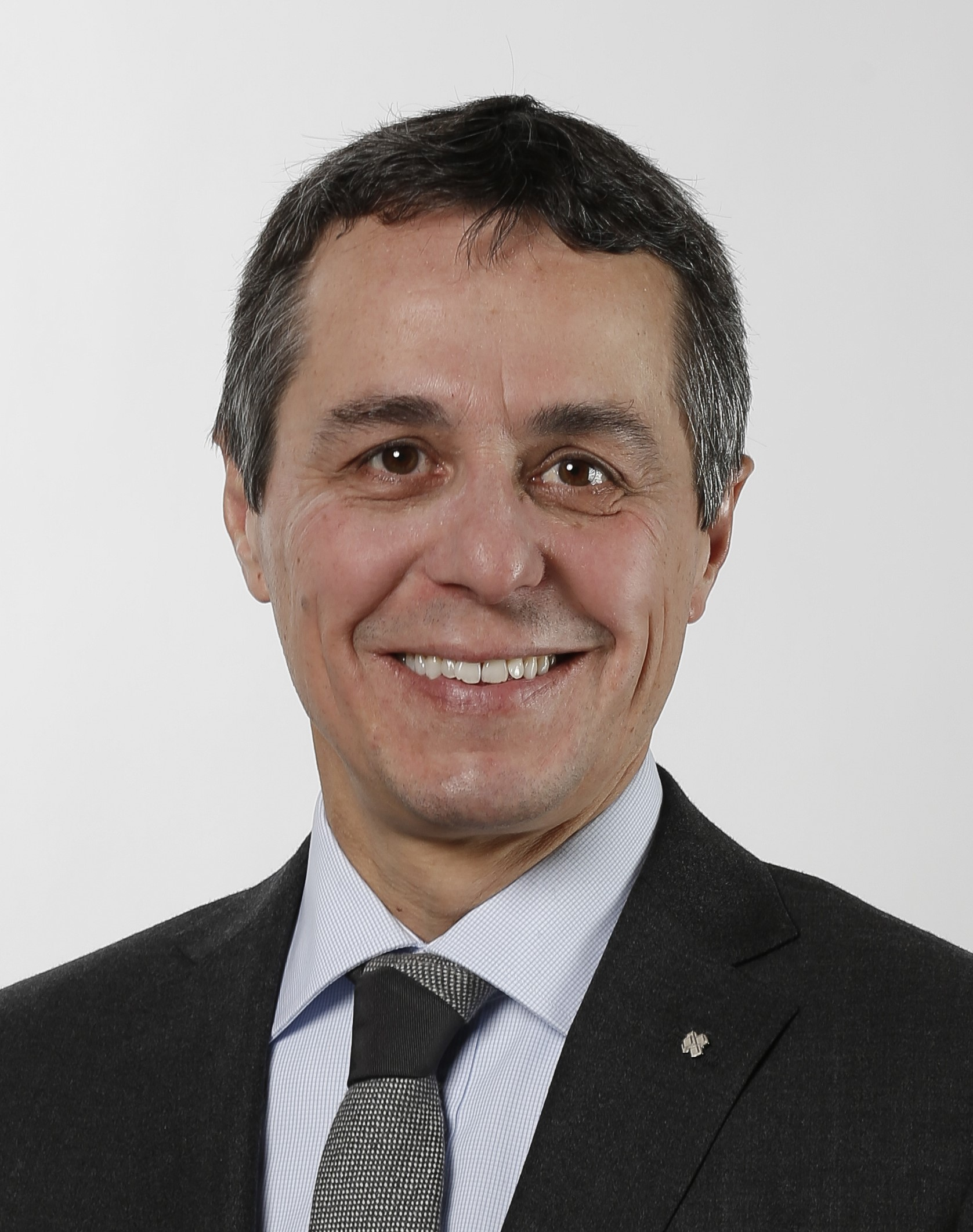
Ignazio Cassis, chef du DFAE depuis 2017.

À la suite du départ de Didier Burkhalter et de l'arrivée d'Ignazio Cassis à la tête du département en décembre 2017, Pascale Baeriswyl est mise en difficulté par le souhait de ce dernier de remettre à zéro (« procéder à un reset ») la politique européenne de la Suisse.
Selon la journaliste du Temps Lise Bailat, Pascale Baeriswyl serait critiquée par l'UDC (notamment son ancien président Toni Brunner) et certains membres du PLR. Selon un parlementaire fédéral non nommé, « personne n’est content de son travail. Elle n’écoute pas le parlement, ne l’estime pas. Elle n’a jamais eu de responsabilités avant sa nomination et ne connaît pas bien le réseau des ambassades ». Un parlementaire libéral-radical juge qu'Ignazio Cassis aurait dû la muter immédiatement après son élection au Conseil fédéral pour ne pas en faire une victime collatérale de son élection. Un autre libéral-radical la considère « en décalage complet avec le discours d’Ignazio Cassis ».
D'autres parlementaires fédéraux relèvent en revanche qu'elle fait du bon travail ; les critiques infondées à leurs yeux seraient dues au fait qu'elle est femme, et de gauche. Le socialiste zurichois et ancien ambassadeur en Allemagne Tim Guldimann indique pour sa part : « J’aimerais savoir ce qu’elle a fait de faux. Elle impressionne par sa connaissance des dossiers, sa précision, son bilinguisme. Je ne veux pas la défendre en tant que socialiste, mais en tant que femme et que haute fonctionnaire capable et engagée ». Il considère entre autres la discussion autour de Baeriswyl comme vaine et futile,. Pour le socialiste genevois Manuel Tornare, « on ne peut pas lui reprocher de l’incompétence. Alors quoi ? Un passage au PS ? Il n’est pas loyal de lui couper les ailes alors qu’elle commence à prendre son envol ».
Une possible explication, fournie par l'UDC Roland Rino Büchel (ancien collaborateur du DFAE devenu conseiller national) serait que Pascale Baeriswyl ait brûlé des étapes pour atteindre la tête du corps diplomatique suisse.
Début 2018, l'UDC zurichois Roger Köppel se rajoute aux voix demandant la mutation de Pascale Baeriswyl car elle bloquerait les visées des isolationnistes (vis-à-vis de l'Union européenne). Dans la même période, les médias lancent l'idée de la création d'un nouveau secrétariat d'État pour les questions européennes,. Cette idée n'est pas suivie par le Conseil fédéral, mais Roberto Balzaretti est nommé chef de la Direction des affaires européennes, à la tête d'une unité séparée du Secrétariat d'État (Balzaretti et Baeriswyl se retrouvant donc au même niveau hiérarchique, directement subordonnés à Cassis), avec le titre de secrétaire d'État,,. Cette réorganisation entraîne une perte d'influence de la Bâloise au sein du département, en particulier sur la question européenne,, celle-ci étant chargée des relations diplomatiques avec les autres pays non-européens,. Le Tages-Anzeiger considère même qu'elle devient le numéro 2b du département.

#### Cheffe de mission à New York
Après moins de trois ans à la tête des diplomates suisses (période relativement courte aux yeux de la NZZ), Ignazio Cassis la propose pour reprendre la mission suisse auprès des Nations unies à New York, sept ans après l'avoir quittée. Le Conseil fédéral entérine la nomination à la fin août 2019, avec effet au printemps 2020 ; il s'agit de nouveau du premier poste de ce type auquel une femme est nommée,. Elle est remplacée au secrétariat d'État par Krystyna Marty Lang. Lors de sa nomination, Ignazio Cassis souligne que son rôle est aussi important qu'auparavant. La NZZ considère toutefois que les tensions avec le libéral-radical tessinois sont un secret de Polichinelle ; toutefois Pascale Baeriswyl serait toujours restée loyale envers son chef de département. Le Tages-Anzeiger se dit surpris de la nomination de la Bâloise à New York. Selon l'Aargauer Zeitung, cette mission à New York marque la fin d'une relation difficile.
À son nouveau poste, Pascale Baeriswyl s'occupe de la candidature de la Suisse pour le Conseil de sécurité des Nations unies pour la période 2023-2024, contestée par certains membres de la Commission de politique extérieure du Conseil national. Une motion de l'UDC, portée par Roland Rino Büchel, demande de retirer cette candidature, mais est rejetée par 127 voix contre 52 et 12 abstentions en mars 2020.
Elle entre en fonction en juin 2020 et présente ses lettres de créance à Antonio Guterres le 26 juin 2020.

### Appartenance politique
L'appartenance politique de Pascale Baeriswyl est rendue publique en 2016, lors de sa nomination au poste de secrétaire d'État. Elle est membre de la section de Bâle-Ville du Parti socialiste suisse et de son comité dans les années 1990,. Durant la même période, ce comité s'est prononcé contre la candidature d'Anita Fetz au Conseil national, car selon Pascale Baeriswyl elle aurait été trop à droite du PS.
L'UDC l'accuse d'être un « euroturbo »,, ce qu'elle réfute en précisant qu'elle ne le sera « jamais au-delà de ce que le peuple veut ». Elle se déclare contre l'adhésion de la Suisse à l'Union européenne, car « la Suisse n’est pas une bonne candidate pour l’instant [en 2017] ».
En octobre 2017, l'Aargauer Zeitung la décrit comme capable de s'imposer, implacable, apportant un vent nouveau au sein du DFAE, apprenant à la vieille garde diplomatique ce qu'est la peur ; le journal rapporte les propos d'un tiers disant que si elle avait été un homme, elle aurait été louée pour ces qualités,. La Weltwoche, avec le sous-titre « «Pussyhat»-Politik », la qualifie d'arme secrète féministe de Didier Burkhalter. Quelques années plus tard, le Tages-Anzeiger la décrit comme une diplomate ambitieuse et féministe, faisant figure de chiffon rouge pour les parlementaires bourgeois[réf. nécessaire].

### Vie privée
Pascale Baeriswyl est mariée depuis 2001 avec René, spécialiste en informatique dans un lycée bâlois, avec lequel elle vit depuis 1991,, mariage qu'elle a annoncé comme une grande concession aux lois et traditions de la communauté internationale, alors qu'elle y a longtemps été opposée pour avoir trop vu de violences conjugales dans le cadre de ses activités. Elle est mère de deux enfants, un fils Laurent et une fille Florence, âgés respectivement de 21 ans et de 18 ans en 2017,,,,.
Outre l'allemand (sa langue maternelle), elle parle parfaitement le français, et couramment l'italien, l'anglais et l'espagnol.
Elle est saxophoniste et joue dans des jazz-bands.
En 2017, elle affirme souffrir de la peur de voyager en avion.